# Pant, England
Pant är en ort i Storbritannien.   Den ligger i grevskapet Shropshire i riksdelen England, i den södra delen av landet, 240 km nordväst om huvudstaden London. Pant ligger 65 meter över havet och antalet invånare är 1 831.
Terrängen runt Pant är platt åt sydost, men åt nordväst är den kuperad. Runt Pant är det ganska tätbefolkat, med 60 invånare per kvadratkilometer. Närmaste större samhälle är Oswestry, 8,8 km norr om Pant. Trakten runt Pant består i huvudsak av gräsmarker.